# Mont Serrat Exclusive Auto Service
Mont Serrat Exclusive Auto Service war eine brasilianische Autowerkstatt und ein Hersteller von Automobilen.

## Unternehmensgeschichte
Das Unternehmen aus Atibaia war ursprünglich eine Autowerkstatt. 1981 begann unter Leitung von Eduardo di Nizo die Produktion von Automobilen. Der Markenname lautete Mont Serrat. Die Produktionskapazität betrug zwei bis drei Fahrzeuge pro Monat. Wenig später endete die Produktion. Aufgrund des hohen Preises wurden nur wenige Fahrzeuge verkauft.

## Fahrzeuge
Das einzige Modell basierte wie der Diardo 1.5 von Corona Viaturas e Equipamentos auf dem Fiat X1/9. Optisch beschränkten sich die Änderungen auf Frontscheinwerfer, Nebelscheinwerfer, Rückleuchten vom Chevrolet Opala, Heckspoiler und Targadach. Die Innenausstattung war besonders luxuriös und beinhaltete Startknopf statt Zündschloss, Klimaanlage, elektrische Fensterheber, elektrische Türverriegelung und eine aufwendige Musikanlage.